# Вал ди Барко (Виченца)
Вал ди Барко је насеље у Италији у округу Виченца, региону Венето.
Према процени из 2011. у насељу је живело 14 становника. Насеље се налази на надморској висини од 107 м.